# منصور (آستراخان)
منصور (به لاتین: Mansur) یک منطقهٔ مسکونی در روسیه است که در استان آستراخان واقع شده‌است.